# Waterville, Ohio
Waterville là một làng thuộc quận Lucas, tiểu bang Ohio, Hoa Kỳ. Năm 2010, dân số của làng này là 5523 người.